# Episodi di Robin Hood (serie televisiva 1955) (prima stagione)
La prima stagione della serie televisiva Robin Hood è andata in onda negli Regno Unito dal 26 settembre 1955 al 9 luglio 1956 sulla Independent Television.
| nº | Titolo originale              | Prima TV UK       | Titolo italiano | Prima TV Italia |
| -- | ----------------------------- | ----------------- | --------------- | --------------- |
| 1  | The Coming of Robin Hood      | 26 settembre 1955 |                 |                 |
| 2  | The Moneylender               | 3 ottobre 1955    |                 |                 |
| 3  | Dead or Alive                 | 10 ottobre 1955   |                 |                 |
| 4  | Friar Tuck                    | 17 ottobre 1955   |                 |                 |
| 5  | Maid Marian                   | 24 ottobre 1955   |                 |                 |
| 6  | A Guest for the Gallows       | 31 ottobre 1955   |                 |                 |
| 7  | The Challenge                 | 7 novembre 1955   |                 |                 |
| 8  | Queen Eleanor                 | 14 novembre 1955  |                 |                 |
| 9  | Checkmate                     | 21 novembre 1955  |                 |                 |
| 10 | The Ordeal                    | 28 novembre 1955  |                 |                 |
| 11 | A Husband for Marian          | 5 dicembre 1955   |                 |                 |
| 12 | The Highlander                | 12 dicembre 1955  |                 |                 |
| 13 | The Youngest Outlaw           | 19 dicembre 1955  |                 |                 |
| 14 | The Betrothal                 | 26 dicembre 1955  |                 |                 |
| 15 | The Alchemist                 | 2 gennaio 1956    |                 |                 |
| 16 | The Jongleur                  | 9 gennaio 1956    |                 |                 |
| 17 | The Brothers                  | 16 gennaio 1956   |                 |                 |
| 18 | The Intruders                 | 23 gennaio 1956   |                 |                 |
| 19 | The Sheriff's Boots           | 30 gennaio 1956   |                 |                 |
| 20 | Errand of Mercy               | 6 febbraio 1956   |                 |                 |
| 21 | The Vandals                   | 13 febbraio 1956  |                 |                 |
| 22 | Richard the Lionheart         | 20 febbraio 1956  |                 |                 |
| 23 | Ladies of Sherwood            | 27 febbraio 1956  |                 |                 |
| 24 | Will Scarlet                  | 5 marzo 1956      |                 |                 |
| 25 | The Deserted Castle           | 12 marzo 1956     |                 |                 |
| 26 | The Miser                     | 19 marzo 1956     |                 |                 |
| 27 | Trial by Battle               | 26 marzo 1956     |                 |                 |
| 28 | Children of the Greenwood     | 2 aprile 1956     |                 |                 |
| 29 | The May Queen                 | 9 aprile 1956     |                 |                 |
| 30 | The Wanderer                  | 16 aprile 1956    |                 |                 |
| 31 | The Byzantine Treasure        | 23 aprile 1956    |                 |                 |
| 32 | Secret Mission                | 30 aprile 1956    |                 |                 |
| 33 | The Inquisitor                | 7 maggio 1956     |                 |                 |
| 34 | Tables Turned                 | 14 maggio 1956    |                 |                 |
| 35 | The Traitor                   | 21 maggio 1956    |                 |                 |
| 36 | The Thorkil Ghost             | 28 maggio 1956    |                 |                 |
| 37 | The Knight Who Came to Dinner | 4 giugno 1956     |                 |                 |
| 38 | The Wager                     | 11 giugno 1956    |                 |                 |
| 39 | The Prisoner                  | 9 luglio 1956     |                 |                 |

## The Coming of Robin Hood
- Prima televisiva: 26 settembre 1955
- Diretto da: Bernard Knowles
- Scritto da: Lawrence McClellan

### Trama
- Guest star: Gerard Heinz (Count de Severne), Gabriel Toyne (sceriffo's Clerk), Bruce Seton (Will Scatlock), Willoughby Gray (Gilbert), Diana Beaumont (Lady de Lisle), Susan Richards (Martha), Norman MacOwan (Tom), Leo McKern (Sir Roger de Lisle), Alfie Bass (Edgar)

## The Moneylender
- Prima televisiva: 3 ottobre 1955
- Diretto da: Ralph Smart
- Scritto da: Eric Heath

### Trama
- Guest star: Alfie Bass (Edgar), Peter Macarte (2nd outlaw), David Edwards (1st outlaw), Willoughby Gray (Nailer), John Drake (Lord FitzWilliam), Victor Woolf (Clem), Bruce Seton (Scatlock), Leo McKern (Herbert of Doncaster), Kenneth Edwards (Hawkins)

## Dead or Alive
- Prima televisiva: 10 ottobre 1955
- Diretto da: Dan Birt
- Scritto da: Eric Heath

### Trama
- Guest star: Victor Woolf (Alfred), Agnes Bernelle (contessa), Gabriel Toyne (Eric)

## Friar Tuck
- Prima televisiva: 17 ottobre 1955
- Diretto da: Ralph Smart
- Scritto da: Eric Heath

### Trama
- Guest star: Leslie Phillips (Sir William), Willoughby Gray (fuorilegge), Faith Bailey (Mildred), John Drake (Harold), Douglas Wilmer (Lord Germain)

## Maid Marian
- Prima televisiva: 24 ottobre 1955
- Diretto da: Ralph Smart
- Scritto da: Anne Rodney

### Trama
- Guest star: Shaun Noble (Edgar), Gabriel Toyne (Derek), David Edwards (tenente), Willoughby Gray (Much), Victor Woolf (Cedric), Marie Burke (Nanny)

## A Guest for the Gallows
- Prima televisiva: 31 ottobre 1955
- Diretto da: Ralph Smart
- Scritto da: Eric Heath

### Trama
- Guest star: Denis Shaw (Butcher), Willoughby Gray (1st Tax Collector/Nailer), John Drake (fuorilegge), Jan Miller (Lass), Robert Desmond (Will Stutely)

## The Challenge
- Prima televisiva: 7 novembre 1955
- Diretto da: Ralph Smart
- Scritto da: Eric Heath

### Trama
- Guest star: John Drake (Simon), Patricia Burke (Lady Leonia)

## Queen Eleanor
- Prima televisiva: 14 novembre 1955
- Diretto da: Dan Birt
- Scritto da: Eric Heath

### Trama
- Guest star: Ballard Berkeley (Count de Waldern), John Drake (Sir Giles), Gerald Cross (Bruno)

## Checkmate
- Prima televisiva: 21 novembre 1955
- Diretto da: Ralph Smart
- Scritto da: Anne Rodney

### Trama
- Guest star: Alastair Hunter (Armourer), Willoughby Gray (maggiore domo), Victor Woolf (Cedric), Marie Burke (Granny)

## The Ordeal
- Prima televisiva: 28 novembre 1955
- Diretto da: Dan Birt
- Scritto da: Eric Heath

### Trama
- Guest star: John Drake (Alvin), Willoughby Gray (Humphrey), Dorothy Alison (Matilda), Alfie Bass (Edgar), Diana Beaumont (contessa)

## A Husband for Marian
- Prima televisiva: 5 dicembre 1955
- Diretto da: Bernard Knowles
- Scritto da: John Dyson

### Trama
- Guest star: Brian Worth (Sir Hubert), Willoughby Gray (fuorilegge), Paul Connell (Manservant), A. J. Brown (zio George), Thora Hird (Ada)

## The Highlander
- Prima televisiva: 12 dicembre 1955
- Diretto da: Ralph Smart
- Scritto da: Eric Heath

### Trama
- Guest star: Willoughby Gray (Otto), Hugh McDermott (Duncan of Stoneykirk), Gabriel Toyne (fuorilegge)

## The Youngest Outlaw
- Prima televisiva: 19 dicembre 1955
- Diretto da: Bernard Knowles
- Scritto da: John Dyson

### Trama
- Guest star: John Dearth (fuorilegge), Peter Asher (Prince Arthur), Patricia Burke (Lady Torrance), Willoughby Gray (Cedric), Victor Woolf (Alfred)

## The Betrothal
- Prima televisiva: 26 dicembre 1955
- Diretto da: Ralph Smart
- Scritto da: Paul Symonds

### Trama
- Guest star: Willoughby Gray (fuorilegge), Patricia Burke (Lady Leonia), Charles Stapley (Sir Miles), Philip Guard (Sir Claude), Charles Lloyd Pack (Hugh), Jennifer Jayne (Gladys), John Dearth (Sir Blaise)

## The Alchemist
- Prima televisiva: 2 gennaio 1956
- Diretto da: Ralph Smart
- Scritto da: Eric Heath

### Trama
- Guest star: John Dearth (fuorilegge), Willoughby Gray (fuorilegge), Anthony Sharp (The Earl), Arthur Skinner (fuorilegge), Gabriel Toyne (capitano), Dorothy Blythe (Etheldreda), Charles Stapley (Rolf), Harriette Johns (contessa), Joyce Blair (Millicent)

## The Jongleur
- Prima televisiva: 9 gennaio 1956
- Diretto da: Bernard Knowles
- Scritto da: John Dyson

### Trama
- Guest star: Gabriel Toyne (Wagoner), Arthur Skinner (Henry the Carpenter), Willoughby Gray (Count de Waldern), John Dearth (Physician), Charles Lamb (Informer)

## The Brothers
- Prima televisiva: 16 gennaio 1956
- Diretto da: Bernard Knowles
- Scritto da: Eric Heath

### Trama
- Guest star: Michael Brill (David/Guy), Gabriel Toyne (Brother Dominic), Charles Stapley (fuorilegge), John Dearth (fuorilegge), A. J. Brown (Abbot), Willoughby Gray (Stationarius), Victor Woolf (impiegato)

## The Intruders
- Prima televisiva: 23 gennaio 1956
- Diretto da: Ralph Smart
- Scritto da: Paul Symonds

### Trama
- Guest star: John Longden (The Abbot), Charles Stapley (Jack), Michael McKeag (Jules), Willoughby Gray (Hildebrande), Ian Whittaker (Godric), Victor Woolf (1st pilgrim), John Dearth (2nd pilgrim)

## The Sheriff's Boots
- Prima televisiva: 30 gennaio 1956
- Diretto da: Ralph Smart
- Scritto da: James Aldridge

### Trama
- Guest star: Joan Sims (Nell), Gabriel Toyne (Sentry), Elsie Wagstaff (Old woman), Arthur Skinner (Will), Charles Stapley (Blackbeard), Kenneth Edwards (abitante del villaggio), John Dearth (Master Higgs)

## Errand of Mercy
- Prima televisiva: 6 febbraio 1956
- Diretto da: Ralph Smart
- Scritto da: John Dyson

### Trama
- Guest star: Gabriel Toyne (First Wagoner), Hal Osmond (Anselm), Arthur Skinner (sergente), Charles Stapley (tenente), Willoughby Gray (Master Giles), John Dearth (Informer), Paula Byrne (Ethel)

## The Vandals
- Prima televisiva: 13 febbraio 1956
- Diretto da: Arthur Crabtree
- Scritto da: C. Douglas Phipps

### Trama
- Guest star: Miriam McCormick (Lady Jane), Charles Stapley (Charles the Hunter), Gabriel Toyne (1st citizen), Victor Woolf (Limpus), John Dearth (barone Hubert)

## Richard the Lionheart
- Prima televisiva: 20 febbraio 1956
- Diretto da: Bernard Knowles
- Scritto da: Paul Symonds

### Trama
- Guest star: Charles Stapley (fuorilegge), Arthur Skinner (fuorilegge), Patrick Barr (Peregrinus), Muriel Young (Lady Coulchaud), Willoughby Gray (Hubert), John Dearth (De Belvoir)

## Ladies of Sherwood
- Prima televisiva: 27 febbraio 1956
- Diretto da: Ralph Smart
- Scritto da: Ralph Smart

### Trama
- Guest star: Walter Hudd (giudice), Arthur Skinner (fuorilegge), Gabriel Toyne (Tax Collector), Charles Stapley (capitano), Willoughby Gray (Arthur of Tetsbury), Victor Woolf (Lame Ned), John Dearth (Will), Laurie Main (Cook)

## Will Scarlet
- Prima televisiva: 5 marzo 1956
- Diretto da: Ralph Smart
- Scritto da: John Dyson

### Trama
- Guest star: Charles Stapley (fuorilegge), Arthur Skinner (fuorilegge), Jennifer Jayne (Olivia), Willoughby Gray (sergente), John Dearth (Capt Lash)

## The Deserted Castle
- Prima televisiva: 12 marzo 1956
- Diretto da: Bernard Knowles
- Scritto da: Eric Heath

### Trama
- Guest star: Arthur Skinner (fuorilegge), John Dearth (fuorilegge), John Longden (Chambertin), John Stuart (Pinot), Charles Stapley (Sir Gaillard)

## The Miser
- Prima televisiva: 19 marzo 1956
- Diretto da: Bernard Knowles
- Scritto da: Ralph Smart

### Trama
- Guest star: Laurence Naismith (Sir William de Courcier), Patricia Marmont (Lady de Courcier), Arthur Skinner (unknown), Charles Stapley (Seneschal), Paul Connell (Lt Howard), Willoughby Gray (Hodge), John Dearth (Arthur)

## Trial by Battle
- Prima televisiva: 26 marzo 1956
- Diretto da: Terence Fisher
- Scritto da: Arthur Behr

### Trama
- Guest star: Hal Osmond (King's commissioner), John Dearth (fuorilegge), Arthur Skinner (fuorilegge), Charles Stapley (fuorilegge), John Longden (Sir Gyles of Wren), Willoughby Gray (Earl of Drune), Nicholas Parsons (Sir Walter of the Glen), Barry Shawzin (Sir Hubert the Stout)

## Children of the Greenwood
- Prima televisiva: 2 aprile 1956
- Diretto da: Ralph Smart
- Scritto da: John Cousins

### Trama
- Guest star: John Longden (Walter FitzUrse), Arthur Skinner (Arthur A'Bland), Charles Stapley (Dick-the-Smith), Peter Asher (Oswald A'Bland), Willoughby Gray (sergente man-at-arms), John Dearth (Cook)

## The May Queen
- Prima televisiva: 9 aprile 1956
- Diretto da: Bernard Knowles
- Scritto da: Ralph Smart

### Trama
- Guest star: Gillian Sterret (Genevieve Blackstone), Dulcie Bowman (Lady Donnington), John Longden (Lord Blackshaw), Charles Stapley (Stranger), Ian Bannen (Sir Walter), John Dearth (Count de Clifford)

## The Wanderer
- Prima televisiva: 16 aprile 1956
- Diretto da: Bernard Knowles
- Scritto da: Albert Ruben

### Trama
- Guest star: Karel Štěpánek (Joseph), Charles Stapley (fuorilegge), John Longden (Sir Walter de Lys), Arthur Skinner (Drunk), Willoughby Gray (1st healer), Victor Woolf (Edward), John Dearth (2nd healer), Paula Byrne (moglie di Edward)

## The Byzantine Treasure
- Prima televisiva: 23 aprile 1956
- Diretto da: Terence Fisher
- Scritto da: Paul Symonds

### Trama
- Guest star: William Squire (Vef), John Longden (Archbishop), John Stuart (Stationarius), Arthur Skinner (Vintner), Charles Stapley (Spicer), Paul Connell (Mercer), Willoughby Gray (Nicholas), Victor Woolf (Armourer), John Dearth (Goldsmith)

## Secret Mission
- Prima televisiva: 30 aprile 1956
- Diretto da: Lindsay Anderson
- Scritto da: Ralph Smart

### Trama
- Guest star: Willoughby Gray (Ned), Patrick Barr (Peregrinus), John Dearth (Quentin), Arthur Skinner (fuorilegge), John Longden (Wulfric), Charles Stapley (Will), Paul Connell (locandiere)

## The Inquisitor
- Prima televisiva: 7 maggio 1956
- Diretto da: Ralph Smart
- Scritto da: Anne Rodney

### Trama
- Guest star: Timothy Brooking (Scullery boy), Lloyd Pearson (Abbot), Wolfe Morris (Chef), David Edwards (Ploughman), Willoughby Gray (Inquisitor), Victor Woolf (Monk)

## Tables Turned
- Prima televisiva: 14 maggio 1956
- Diretto da: Bernard Knowles
- Scritto da: Anne Rodney

### Trama
- Guest star: Helen Forest (Joan), Paul Hansard (Much), John Longden (Count Ledger), Nora Gordon (infermiera), Andrew de la Motte (Francois), Anne Davey (Suzette), Arthur Skinner (Much), Charles Stapley (William), John Dearth (Hubert)

## The Traitor
- Prima televisiva: 21 maggio 1956
- Diretto da: Terence Fisher
- Scritto da: Ralph Smart, Norma Shannon

### Trama
- Guest star: Arthur Skinner (Rolf the Gatekeeper), Hugh Latimer (Westmorland), Helen Forest (Joan), John Longden (Tailor), Charles Stapley (Exeter), Willoughby Gray (High Constable), Marie Burke (infermiera), John Dearth (Faversham)

## The Thorkil Ghost
- Prima televisiva: 28 maggio 1956
- Diretto da: Terence Fisher
- Scritto da: Arthur Behr

### Trama
- Guest star: Barbara Mullen (Elizabeth), Sandy Lyle (Page), John Longden (Ned), Arthur Skinner (Quentin), Michael McKeag (Noel), Charles Stapley (Edmund), Ian Whittaker (Harold), John Dearth (Bodo)

## The Knight Who Came to Dinner
- Prima televisiva: 4 giugno 1956
- Diretto da: Ralph Smart
- Scritto da: Lawrence McClellan

### Trama
- Guest star: Frank Royd (Abbot), Willoughby Gray (Aubrey), Victor Woolf (Cedric)

## The Wager
- Prima televisiva: 11 giugno 1956
- Diretto da: Bernard Knowles
- Scritto da: Warren Howard

### Trama
- Guest star: Willoughby Gray (Tall Monk), Ann Gudrun (Mistress Rawlings), Leonard Sharp (Dumb beggar), Charles Stapley (Lt Howard), Gabriel Toyne (Deaf beggar), Victor Woolf (Short monk), George Rose (Beggar), John Dearth (Feeble beggar), John Watson (Lame beggar)

## The Prisoner
- Prima televisiva: 9 luglio 1956
- Diretto da: Bernard Knowles
- Scritto da: Anne Rodney

### Trama
- Guest star: Gabriel Toyne (Landlord), Donald Bradley (Jacques the Jester), Valerie Cardew (Sally), Arthur Skinner (guardia di Captain of the), Willoughby Gray (Blondel), Doris Nolan (moglie di Price John), Jack Melford (Archbishop)